# Alejandro Rejón Huchin
Wilberth Alejandro Rejón Huchin (Mérida, Yucatán, 18 de maig de 1997) és un poeta, gestor cultural, i periodista mexicà. Director i fundador de el festival internacional de poesia de Tecoh, Yucatán. Part del seu treball ha estat traduït a l'àrab, italià, romanès, català, bengalí, francès i grec. Ha rebut diverses distincions per la seva tasca en els mitjans cultural i literari.
Director de la revista literària Marcapiel, va obtenir la beca del Festival Cultural Interfície de Mèrida en el 2016. Ha publicat en diferents revistes i antologies nacionals i internacionals i participat en diferents esdeveniments literaris. Al 2017 va tenir els seus inicis en la gestió cultural creant i dirigint la Trobada Internacional de poesia Naufragi a Marcapiel i al març del 2019 dirigeix la Primera Trobada Internacional de Literatura i Educació, tots dos esdeveniments realitzats a la Fira Internacional de la lectura a Yucatán. Al setembre d'aquest mateix any esdevé artífex i promotor del Festival Internacional de Poesia en Tecoh, Yucatán, en el qual van participar poetes de Mèxic, Argentina, Colòmbia, Estats Units, Cuba i Guatemala. Ha estat col·laborador de diversos mitjans periodístics com La veritat, La Revista Peninsular i Novetats Campeche. Autor de quatre llibres de poesia editats a Xile, Argentina, Estats Units i Espanya.

## Llibres publicats
- Transcurso de un retrato cortado, Buenos Aires Poetry, Argentina, 2019
- El agua rota de los sueños, Primigenios, Miami, 2020
- Relámpago de sed, Andesgraund, Santiago de Xile, 2020
- Fragmentos de sueño, Camelot ediciones, Villaviciosa, Espanya, 2021[4]

## Premis i reconeixements
- Visitant distingit de la ciutat de Toluca, Mèxic, 2018[5]
- Medalla Internacional de la Cultura i les Arts "Kermith Garrido González", 2021[6]